# Pine Island (Minnesota)
Pour les articles homonymes, voir Pine Island.
Pine Island est une ville située dans les comtés de Goodhue et Olmsted de l'État américain du Minnesota. Une grande partie de Pine Island se trouve à l'intérieur du comté de Goodhue, mais une petite partie s'étend également jusqu'au comté d'Olmsted. Cette partie superficielle fait elle-même partie de la région métropolitaine de Rochester. Au recensement de 2010, on y comptait 3263 habitants.  

## Personnalités liées à la ville
- Luke Helder (1981-), étudiant américain, poseur de bombes, surnommé le Midwest Pipe Bomber.